# Топліца (Арджеш)
Топліца (рум. Toplița) — село у повіті Арджеш в Румунії. Входить до складу комуни Мелурень.
Село розташоване на відстані 129 км на північний захід від Бухареста, 27 км на північний захід від Пітешть, 111 км на північний схід від Крайови, 93 км на південний захід від Брашова.

## Населення
За даними перепису населення 2002 року у селі проживали 1002 особи, усі — румуни. Усі жителі села рідною мовою назвали румунську.